# 9767 Midsomer Norton
9767 Midsomer Norton (1992 EB1) är en asteroid i yttre asteroidbältet. Den upptäcktes den 10 mars 1992 av den brittiske astronomen Duncan Steel vid Siding Spring-observatoriet. Namnet anspelar på upptäckarens födelseplats Midsomer Norton, i Bath, i England.
Det är en av mycket få asteroider som har 2:1 banresonans med Jupiter. Midsomer Nortons nästa periheliepassage sker den 27 maj 2023.[Uppdatering behövs]